# Łukasz Piszczek
Łukasz Piszczek [ˈwukaʂ ˈpʲiʂt͡ʂɛk] (* 3. června 1985, Čechovice-Dědice, Polsko) je bývalý polský fotbalový záložník či obránce. Současně působní na pozici asistenta hlavního trenéra v klubu Borussia Dortmund.

## Klubová kariéra
Tento univerzální hráč začal svojí fotbalovou kariéru v rodném Polsku, jako útočník v klubu LKS Goczałkowice Zdrój. 

V roce 2001 změnil svoje působiště na Gwarek Zabrze, kde vyhrál v roce 2003 polský mládežnický titul. V roce 2004 se stal, společně s Turkem Ali Öztürkem, nejlepším střelcem mistrovství Evropy hráčů do 19 let, po kterém podepsal smlouvu s Herthou Berlin, ze které byl ale okamžitě půjčen Zagłębie Lubin.
Se Zagłębií vyhrál v sezóně 2006/07 polský ligový pohár, což byl teprve druhý mistrovský titul v historii tohoto klubu. V roce 2006 dosáhl Piszczek se Zagłębií finále polského národního poháru. Zahrál si v obou utkáních, ale Zagłębie nestačila na Wisłu Płock a prohrála obě dvě utkání. 

V Zagłębii hrál především jako levé křídlo ve formaci 4-3-3, byl ale často využíván i jako střední útočník. V sezóně 2006/07 se stal druhým nejlepším střelcem klubu, když vstřelil 15 gólů.

### Hertha Berlín
V sezóně 2007/08 se vrátil Łukasz zpátky do Herthy Berlin. Svůj první gól v Bundeslize vstřelil 26. dubna 2008 a zařídil tak remízu 2:2 s Hannoverem 96. 

V sezóně 2008/09 byl Łukasz na delší dobu zraněn a proto toho moc nenahrál. Na bundesligové trávníky se naplno vrátil v dubnu 2009. Na konci téže sezóny ho kouč Lucien Favre opakovaně nasazoval jako pravého obránce, namísto zraněného Arne Friedricha. Když se Friedrich uzdravil, Łukasz ztratil své místo v základní sestavě. 

Své místo si znovu získal v sezóně 2009/10, když se Arne Friedrich posunul na pozici středního obránce. Łukasz se spolu s kapitánem Friedrichem, Jaroslavem Drobným a Brazilci Cicerem a Raffaelem stal stálým členem základní sestavy klubu.
Hertha Berlin měla v sezóně 2010/11 hrát druhou německou ligu, ale Łukasz se této účasti vyhl, neboť přestoupil jako volný hráč do Borussie Dortmund.

### Borussia Dortmund
V Borussii skvěle nahradil zraněného pravého obránce Patricka Owomoyelu a i po jeho uzdravení nastupoval pravidelně jako pravý obránce. V téže sezóně 2010/11 pomohl Dortmundu zaslouženě vyhrát bundesligový titul. Je to jeden z největších podporovatelů útoku v Bundeslize. Bundesligový titul následně se spoluhráči obhájil v sezóně 2011/12. V tomto ročníku navíc vyhrál i DFB Pokal, ve finále Dortmund porazil Bayern Mnichov 5:2.
V prvním zápase Borussie v semifinále Ligy mistrů 2012/13 24. dubna 2013 proti Realu Madrid odehrál stejně jako jeho spoluhráči vydařený zápas, Borussia zvítězila 4:1 a vytvořila si dobrou pozici do odvety. S Dortmundem se představil 25. května 2013 ve Wembley ve finále Ligy mistrů proti rivalovi Bayernu Mnichov, Borussia však nejprestižnější evropský pohár nezískala, podlehla Bayernu 1:2. Łukasz odehrál utkání v základní sestavě.

## Reprezentační kariéra
Łukasz si poprvé zahrál za polskou fotbalovou reprezentaci 3. února 2007 v přátelském zápase ve španělském městě Jerez de la Frontera proti Estonsku, který Poláci vyhráli 4:0. Piszczek šel na hřiště v 61. minutě. Jeho skvělé výkony v sezóně 2010/11 z něj udělaly stabilního hráče polské reprezentace.
22. března 2013 nastoupil v kvalifikačním zápase ve Varšavě proti Ukrajině, který skončil vítězstvím Ukrajiny 3:1. Piszczek vstřelil jediný gól Polska.

### EURO 2008
6. června 2008 byl přidán nizozemským trenérem Leo Beenhakkerem na soupisku Polska na Mistrovství Evropy 2008 jako náhrada za zraněného Jakuba Błaszczykowského. Tam si zahrál 8. června zápas proti Německu (prohra 0:2), kdy přišel na hřiště jako střídající hráč. Na tréninku na další zápas se ale zranil, a tak už se v žádných dalších zápasech na EURU neobjevil. Polsko získalo jediný bod za remízu 1:1 s Rakouskem a obsadilo poslední čtvrté místo základní skupiny B.

### EURO 2012
Zúčastnil se Mistrovství Evropy 2012, kde mělo Polsko jako pořadatelská země (společně s Ukrajinou) jistou účast. V zahajovacím utkání celého šampionátu 8. června se střetlo Polsko s Řeckem a Łukasz odehrál kompletní porci minut. Tři body nezískal nikdo, oba soupeři si připsali po bodu za remízu 1:1. 12. června se opět zrodila remíza 1:1 polského národního mužstva s Ruskem, i tentokrát odehrál Piszczek celý zápas. V přímém souboji o čtvrtfinále s Českou republikou 16. června pohřbil polské naděje na historicky první postup ze základní skupiny jediným gólem utkání český záložník Petr Jiráček. Polsko do čtvrtfinále nepostoupilo, obsadilo se ziskem 2 bodů poslední čtvrté místo základní skupiny A.

### EURO 2016
Trenér Adam Nawałka jej zařadil do závěrečné 23členné nominace na EURO 2016 ve Francii.

### Reprezentační góly
Góly Łukasze Piszczeka za A-tým Polska
| Gól | Datum       | Stadion                                    | Soupeř     | Skóre | Výsledek | Soutěž                 |
| --- | ----------- | ------------------------------------------ | ---------- | ----- | -------- | ---------------------- |
| 010 | 22. 3. 2013 | Národní stadion, Varšava, Polsko           | Ukrajina   | 1:2   | 1:3      | kvalifikace na MS 2014 |
| 02  | 26. 3. 2013 | Národní stadion, Varšava, Polsko           | San Marino | 2:0   | 5:0      | kvalifikace na MS 2014 |
| 3   | 26. 3. 2017 | Stadion Pod Goricom, Podgorica, Černá Hora | Černá Hora | 2:1   | 2:1      | kvalifikace na MS 2018 |

## Osobní život
Łukasz vyrostl v městě Goczałkowice-Zdrój. Jeho otec, trenér místního fotbalového klubu, ho přivedl na první fotbalový trénink. 

Od roku 2009 je Łukasz ženatý, jeho manželka se jmenuje Ewa.

## Úspěchy

### Klubové
Zagłębie Lubin
- Ekstraklasa – 1. místo (2006/07)

Borussia Dortmund
- Bundesliga – 1. místo (2010/11, 2011/12)
- DFB-Pokal – 1. místo (2011/12)
- DFL-Supercup (2013, 2014)